# Ольдржих II из Рожмберка
Ольдржих II из Рожмберка (чеш. Oldřich II. z Rožmberka; 13 января 1403 — 28 апреля 1462) — средневековый чешский государственный деятель и влиятельнейший феодал из рода Рожмберков, «некоронованный южночешский король» в период гуситских войн. После битвы у Липан стал одним из предводителей католической партии, получив среди своих сторонников прозвище «Столпа королевства». Ключевая фигура в чешской политике в переходный период между окончанием гуситских войн и приходом к власти Йиржи из Подебрад. Основной соперник последнего в борьбе за чешский престол.

## Ранняя биография
Ольдржих II родился в семье высочайшего бургграфа Чешского королевства Йиндржиха III из Рожмберка и Альжбеты из Краварж и Плумлова. Его отец умер в 1412 году, назначив перед смертью опекунами Ольдржиха и его сестры своих родственников панов Йиндржиха из Краварж и Плумлова, Ченека из Вартемберка и Яна III из Градца. Фактически же единоличным опекуном стал Ченек из Вартемберка.
Лишившись отца в девять лет и унаследовав обширное рожмберкское панство в 1412 году, Ольдржих очень рано начал вникать в вопросы управления родовыми имениями. С детских лет, благодаря убеждениям родителей, Ольдржих принял реформаторский убеждения гуситов. Этих же убеждений придерживался его опекун высочайший бургграф Чешского королевства Ченек из Вартемберка. В 1417 году по приказанию Ченека из Вартемберка из земель Ольдржиха были изгнаны все католические священники, а на их место во главе приходов поставлены священники-гуситы.
Накануне гуситских войн, в период ослабления королевской власти Зикмунда Люксембургского в Чехии, достигший совершеннолетия Ольдржих II в 1418 году принял величественный титул Владарж Рожмберкского дома (чеш. Vladař domu rožmberského). В том же году он выдал свою сестру Катержину замуж за Рейнпрехта фон Вальзее (ум. 1450).
По решению Ольдржиха II в деревнях и местечках рожмберкского панства была начата постепенная отмена феодального права «мёртвой руки» (в 1418—1419 годах). В период правления Ольдржиха рожмберкские владения достигли наибольшего территориального размаха. Ольдржих II стал самым крупным и влиятельным феодалом южной Чехии (вне его власти оставались только королевский город Ческе-Будеёвице и Златокорунский монастырь).
Поддержка Ольдржихом II гуситов в начале гуситских войн преследовала прежде всего прагматические цели: это позволило ему обратить в свою собственность земли разорённых гуситами монастырей и тем самым существенно увеличить свои владения. Кроме того, усиление радикального крыла гуситского движения, особенно на юге страны, не могло не вызвать у Ольдржиха обоснованных опасений за судьбу своего южночешского панства. В октябре 1419 года Ольдржих из Рожмберка вместе с Ченеком из Вартемберка, Яном Михалцем из Михаловиц, Алешем Шкопеком из Дубы, Йиндржихом из Вартемберка и Викторином Бочеком из Кунштата и Подебрад образовали панский союз для защиты «права и порядка земского» после смерти короля Вацлава IV. 4 ноября 1419 года, когда восставшие пражане подступили к Градчанам, Ольдржих сопровождал вдовствующую королеву Софию, решившую покинуть город. Через два дня Ольдржих был одним из панов, заключивших с пражанами соглашение о перемирии.
20 апреля 1420 года Ольдржих II из Рожмберка и Ченек из Вартемберка одними из первых подписали манифест против Зикмунда Люксембургского, в котором король обвинялся в нежелании признать причащение под обоими видами и подтвердить права и свободы чешских сословий («предал нас великому поруганию и позору..., без нашей вины нас обвинив в еретичестве... замыслил лишить корону чешскую её прав и свобод»).

## Гуситские войны

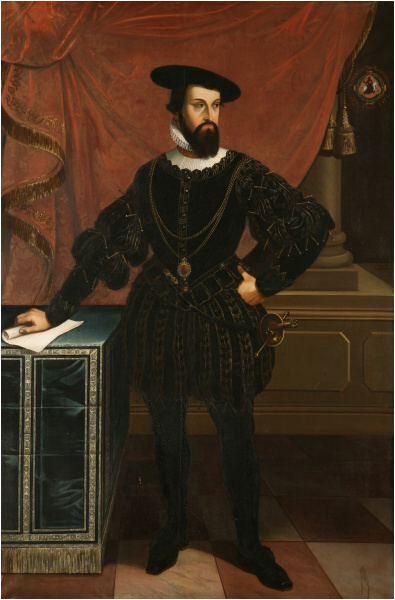
Ольдржих II из Рожмберка

Недовольный усилением таборитов на юге Чехии Ольдржих перешёл на сторону католической церкви и короля Зикмунда. При своём крумловском дворе Ольдржих II дал пристанище изгнанным из Праги католическим интеллектуалам и деятелям искусства. Двор Ольдржиха постепенно стал, с одной стороны, политическим центром рекатолизации, с другой — интеллектуальным клубом, воспринявшим идеи гуманизма и ренессанса. Столь кардинальное изменение убеждений и смена союзников станет отличительной чертой всей последующей политики Ольдржиха.
После того как в январе 1420 года во Вроцлаве король Зикмунд объявил о предстоящем военном вторжении в Чехию с целью наказать гуситов как еретиков. В конце марта Ольдржих II пошёл на союз с пражскими гуситами и вместе с «панами, городом Прагой, рыцарями, слугами и городами, выступающими за свободу Божьего закона и общую пользу чешского народа» заявил, что больше не признаёт Зикмунда Люксембургского королем Чехии, и призвал не подчиняться ему. В качестве формального довода для этого было указано, что Зикмунд ещё не прошёл церемонию коронации. В ответ на это Зикмунд в одном из писем в апреле 1420 года обвинил панов из Вартенберка и Рожмберка в мятеже. Руководствуясь практическими соображениями, Ольдржих вскоре примирился с королём Зикмундом.
В апреле того же года чужеземные войска крестоносцев короля Зикмунда вступили в Чехию, заняли Градец-Кралове и Кутну-Гору, затем направились к Праге. Воспользовавшись тем, что основные войска таборитов выдвинулись на помощь пражанам, Ольдржих из Рожмберка по поручению Зикмунда во главе своих войск осадил Табор. Несмотря на то, что Микулашу из Гуси удалось разбить отряд Ольдржиха и 30 июня снять с Табора осаду, отношения Ольдржиха и Зикмунда существенно улучшились: уже в письме от 12 июня 1420 года Зикмунд обращается к Ольдржиху из Рожмберка со словами «Любезный благородный вассал» и благодарит за верность. 
После этого Ольдржих начал преследование в своих владениях таборитских проповедников и их сторонников. Гуситские священники заменяются католическими. После поражения королевских сил на Витковой горе войска таборитов ударили по владениям Ольдржиха на юге Чехии. Несколько его замков было захвачено и разрушено, несколько поместий разорено, часть его крестьян присоединилась к таборитам. Однако войска Ольдржиха сохранили важнейшие замки в непосредственной близости от Табора, среди которых Пршибенице и Пршибенички на берегах Лужнице. Владение этими замками позволяло контролировать пути из Табора в центр страны. Под предлогом защиты Ольдржих захватил имения Златокорунского монастыря. Невзирая на поражение на Виткове, 28 июля 1420 года в Праге Зикмунд Люксембургский короновался королём Чехии. 
В сентябре того же года Зикмунд назначил Ольдржиха из Рожмберка вместе с Вацлавом из Дубы и Петром из Штернберка гетманом Прахеньского и Бехиньского краёв, при этом Ольдржиху были пожалованы земли разрушенного Златокорунского монастыря (1 октября 1420 года король передал Ольдржиху «в управление» и сам монастырь).
В начале сентября 1420 года Ольдржиху удалось захватить в плен одного из предводителей таборитов Вацлава Коранду. Коранда вместе с несколькими другими таборитами был заключен в темницу замка Пршибенице. В ночь на 13 ноября Коранда со своими сподвижниками каким-то образом освободились из темницы и захватили башню замка. Подоспевшие им на помощь войска таборитов штурмом взяли замок. Когда известие об этом дошло до соседнего замка Пршибенички, его гарнизон охватила паника и второй замок сдался таборита к вечеру того же дня. Табориты завладели огромными богатствами, свезенными в Пршибенице на хранение окрестными светскими и духовными феодалами. 18 ноября 1420 года, после потери замков Пршибенице и Пршибенички, а также городов Прахатице и Водняны, Ольдржих без позволения короля заключил с таборитами трёхмесячное перемирие, по которому разрешил в своих владениях проповедь Четырёх пражских статей (это разрешение было подтверждено Ольдржихом 25 апреля 1421 года). В это же время разгорелась свара Ольдржиха с будеёвицким гетманом Липольтом Крайиржем из Крайка.
В июне 1421 года Ольдржих II принял участие в Чаславском сейме, на котором вместе с другими гуситскими и католическими панами низложил короля Зикмунда («который вместе со своими приспешниками сбил нас с пути, так что всё королевство Чешское из-за его беззаконной жестокости понесло превеликий ущерб»). Сейм сформировал временное правительство из двадцати «земских владаржей»; пять этих владаржей, среди которых был и Ольдржих из Рожмберка, были избраны от панского сословия. Несмотря на это, после того как войска второго антигуситского крестового похода в конце августа 1421 года вторглись в Чехию, Ольдржих II открыто перешёл на сторону низложенного короля Зикмунда. 
Находившийся в этот момент на юге страны Ян Жижка сразу обратил свои войска против Ольдржиха и в октябре захватил его замок Подегусы и его же город Собеслав. Таборитско-рожмберкская война в Южной Чехии продолжалась до октября 1423 года, когда новый сейм в Праге объявил перемирие и сформировал новое правительство королевства. По прямому указанию Зикмунда Ольдржих из Рожмберка отказался участвовать в сейме и признавать его решения, однако вошёл в состав нового правительства.
В марте 1422 года король Зикмунд пожаловал Ольдржиху привилегию чеканить серебряную монету, а в сентябре того же года пообещал заплатить 3,5 тыс. коп грошей за содержание в течение года 400 королевских всадников, а также 8,5 тыс. коп грошей в качестве компенсации убытков, которые Ольдржих понёс за время службы королю.
Разразившаяся в 1424 году гуситская гражданская война возобновила военные действия между Ольдржихом и таборитами, которые закончились перемирием в ноябре 1426 года. В 1427 году Ольдржих был назначен ческобудеёвицким гетманом и принял участие в военных действиях четвёртого крестового похода 1427—1428 годов, однако после взятия Бехине войсками Прокопа Голого в октябре 1428 года Ольдржих заключил перемирие с таборитами. Вскоре и король Зикмунд вынужден был пойти на переговоры. 
В 1431 году Ольдржих принял участие и в очередном неудачном крестовом походе, закончившемся победой гуситов в битве у Домажлице. В том же году Ольдржих II был уполномочен официально пригласить горожан Праги для участия в Базельском соборе. В документах 1431 года Ольдржих из Рожмберка упоминается в качестве высочайшего бургграфа Чешского королевства.
Весной 1434 года Ольдржих из Рожмберка, на некоторое время отошедший от активных действий, был назначен Зикмундом Люксембургом королевским наместником Чехии и Моравии и официальным представителем Зикмунда в переговорах с гусискими фракциями о возвращении его на чешский престол. В мае войска Ольдржиха во главе с рыцарям Микулашем Крхлебецем и Хвале из Хмельнего двинулись на соединение с войсками других чешских панов в центральную часть Чехии. 30 мая 1434 года войска таборитов и «сирот» потерпели сокрушительное поражение в битве у Липан от сил панского союза. После этой битвы назначенное сеймом 1 декабря 1433 года правительство Алеш из Ризмбурка, на которое Ольдржих из Рожмберка оказывал существенное влияние, существенно укрепило свои политические позиции.
В 1435 году Ольдржих осадил Ломнице-над-Лужници, после чего разбил подошедшие на помощь войска таборитов в битве при Кршече (19 августа 1435 года) и захватил город. Эта битва стала последним сражением гуситских войн. В 1436 году Ольдржих достиг окончательного мирного соглашения с Табором, который к тому времени уже признал власть короля Зикмунда Люксембурга.

## Политическая карьера после войны
Король Зикмунд в 1437 году назначил регентский совет из 7 вельмож, среди которых был и Ольдржих II из Рожмберка, признанный глава католической партии. Своим наследником Зикмунд назначил мужа своей дочери Альбрехта Габсбурга и вскоре умер. В 1438 году Ольдржих возглавил чешскую делегацию в Вену, где объявил Альбрехту Габсбургу о его избрании королём Чехии. 29 июня 1438 года Ольдржих принял участие в коронации Альбрехта. В это же время между Ольдржихом и Табором возобновилась война по причине того, что горожане Табора отказались признать новым королём Альбрехта Габсбурга, выступая за польского кандидата. Эта война длилась почти беспрерывно на протяжении десяти лет.
В мае 1439 года Альбрехт назначил Ольдржиха из Рожмберка и Менгарта из Градца управителями и гетманами (губернаторами) Чешского королевства на время отсутствия Альбрехта в Чехии. 27 октября 1439 года новый король внезапно умер. Вопрос о новом короле стал предметом переговоров между Ольдржихом II и Менгартом из Градца, с одной стороны, и лидерами умеренных чашников Алешем из Штернберка и Гинеком Птачеком из Пиркштейна, с другой. Ольдржих выступал за избрание королём Ладислава Постума, сына Альбрехта Габсбурга, поэтому переговоры зашли в тупик. Пражский сейм 1440 года избрал королём Альбрехта Баварского, однако он отклонил это предложение.
Чешское королевство в отсутствие короля управлялось посредством краевых ландфридов. Гетманом одного из них, Бехиньского, был Ольдржих из Рожмберка. Ольдржих удалился в свои южночешские имения и издалека наблюдал начавшуюся борьбу между партией Гинека Птачека из Пиркштейна и таборитами во главе с Яном Колдой из Жампаха. После смерти Гинека Птачека в 1444 году лидером умеренных чашников стал 24-летний Йиржи из Подебрад. В том же году чашники согласились на избрание королём Ладислава Постума, ратуя за назначение при нём регента из своей партии. Такому развитию событий резко воспротивился Ольдржих II, нежелавший усиления чашников и извлекавший немалые имущественные и политические преимущества от отсутствия королевской власти. Ольдржих использовал всё своё влияние, чтобы убедить короля Германии Фридриха не отпускать малолетнего Ладислава в Чехию. Кроме того, Ольдржих всячески препятствовал созыву всеобщего сейма королевства.

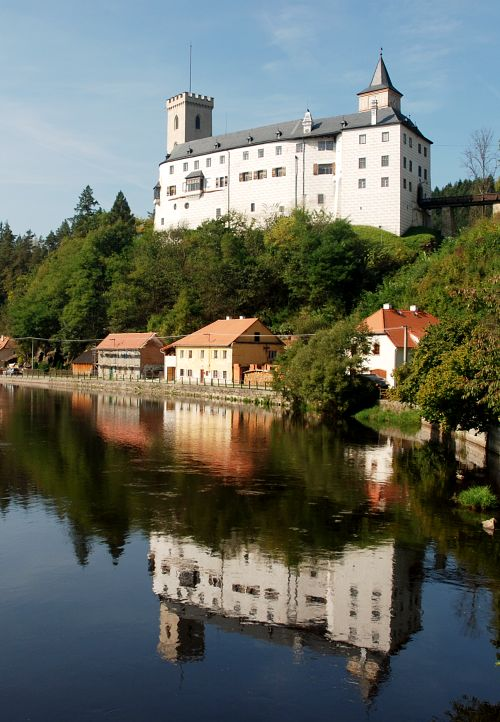
Фамильный замок Рожмберк, в 1420 году отданный Ольдржихом II в залог для покрытия военных расходов.

В 1447 году король Фридрих официально заявил, что не отпустит Ладислава в Чехию. Это привело к тому, что чашники в ночь со 2 на 3 сентября 1448 года захватили Прагу, пленили высочайшего бургграфа Менгарта из Градца и провозгласили Иржи из Подебрад регентом королевства. Ольдржих II в этот момент находился в Вене. Оказавшись перед лицом свершившегося факта, Ольдржих попытался наладить дружественные отношения с чашниками, однако это привело лишь к большей вражде с Йиржи из Подебрад.
Стремясь консолидировать католические и противоподебрадские силы в Чехии, вернувшийся из Вены Ольдржих в феврале 1449 года вместе с генеральным приором Чешской провинции ордена иоаннитов Вацлавом из Михаловиц организовал проведение в замке Страконице съезда католического дворянства, на котором был учреждён панский католический союз («Страконицкое единство»). В апреле было заключено перемирие с Йиржи из Подебрад на один год. 4 июня 1450 года войска католического союза и чашников сошлись в битве у Рокицан (войска Ольдржиха вёл его старший сын Йиндржих IV). В этой битве победу одержали чашники, после чего был заключён мир ещё почти на год. В ноябре 1450 — январе 1451 года враждующие стороны собрались в Праге и пришли к соглашению о необходимости направить делегацию к Фридриху с просьбой отпустить Ладислава в Чехию. На этих переговорах Ольдржиха также представлял его старший сын, поскольку здоровье самого Ольдржиха существенно пошатнулось. В 1451 году Ольдржих передал управление семейными имениями Йиндржиху IV. Формально отойдя от дел, Ольдржих продолжал определять всю семейную политику Рожмберков. На Святогеоргиевском сейме в Праге, признавшем Йиржи из Подебрад регентом королевства, не было ни одного рожмберкского представителя.

## Имущественное состояние
Ольдржих на протяжении всей своей политической жизни умело извлекал выгоду из быстро меняющихся обстоятельств, стараясь как можно больше увеличить своё материальное состояние и расширить родовые владения, не стесняясь прибегать к откровенному насилию и мошенничеству. Несмотря на это, гуситские войны требовали огромных расходов, для покрытия которых Ольдржиху пришлось распродавать часть своих имений: в 1420 году он, к примеру, вынужден был продать торговое местечко Хаслах-на-Мюле в Верхней Австрии и заложить фамильный замок Рожмберк. Однако долги увеличивались в течение всего периода гуситских войн. В 1426—1428 годах Ольдржих вынужден был продать родовые панство и замок Виткув-Камен, селение Тршисов, хутор Бор и владения Вишебродского монастыря. Кроме того, многие владения были утеряны в результате захвата таборитами, к примеру, в 1421 году Ян Жижка захватил рожмберкский замок Вльчтейн (Вильдштейн) в Пльзеньском крае.

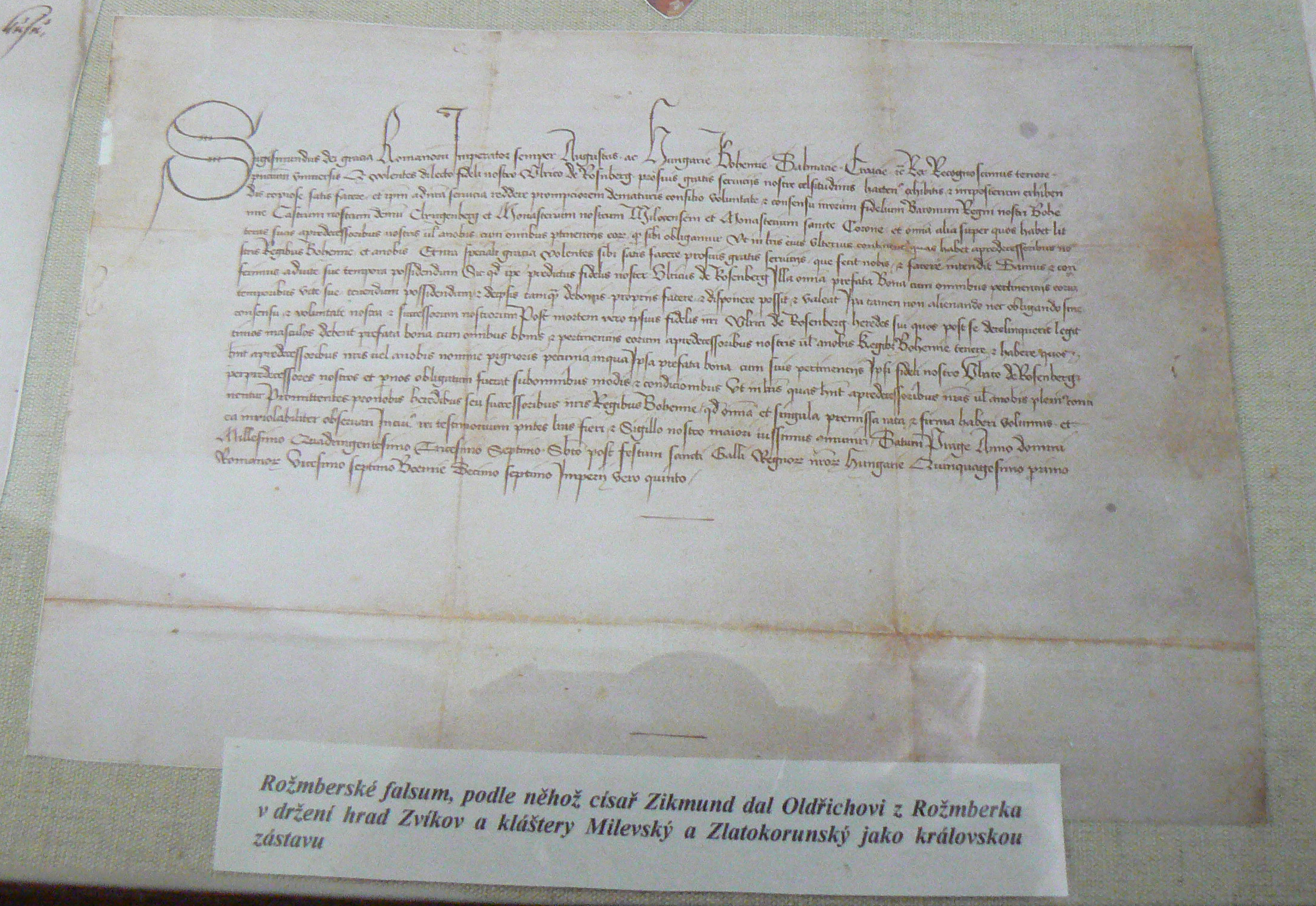
Сфальсифицированная Ольдржихом II грамота короля Зикмунда Люксембургского, в соответствии с которой король якобы передал ему в залог Милевский и Златокорунский монастыри и замок Звиков.

В 1422 году король Зикмунд, оставшись без монетного двора, пожаловал Ольдржиху из Рожмберка право чеканить королевскую монету.
Окончание войны привело к некоторому улучшению финансового положения рожмберкского панства, прежде всего благодаря возвращению большого количества крестьян, ранее бежавших к таборитам, и возврату владений, утерянных во время войны. В начале 1430-х годов Ольдржих добился от короля Зикмунда передачи под свой контроль замка Звиков, отнятого у Рожмберков ещё в 1318 году, а в 1433 году выменял его у короля на замок Збирог. В 1434 году Ольдржих купил замок Поршешин, а в 1435 году захватил таборитский город Ломнице-над-Лужници и присоединил его к своему панству. Кроме того, Ольдржих II запросил у короля Зикмунда денежного вознаграждения за поддержку его во время войны, однако получил лишь 600 золотых. Посчитав, что получил за свои услуги недостаточно, Ольдржих отказался явиться на Йиглавский сейм.
Стремясь придать законный вид своим захватам во время гуситских войн и подкрепить свои претензии на другие владения и привилегии, Ольдржих изготовил множество поддельных королевских жалованных грамот с настоящими или поддельными печатями, 33 из которых сохранились до наших дней. 16 из этих поделок якобы были изданы королём Зикмундом, 6 — королём Яном Люксембургским и т. д. При помощи подобных «документов» он предъявил свои права на Прахатице, Ломнице-над-Лужници, Златокорунский монастырь, Милевский монастырь, замок Глубока, звиковское панство и иные владения. Кроме того, согласно этим грамотам, предыдущими королями якобы утверждалась неделимость рожмберкских владений. Происхождение Витковичей от итальянского рода Орсини также описывалось именно в этих «документах».
В июне 1436 году Ольдржих выкупил свои стратегически важные замки Пршибенице и Пршибеничек, захваченные во время войны гуситами, и приказал их разрушить.

## На склоне лет
В 1451 году Ольдржих отошёл от управления рожмберкским панством, уступив титул владаржа Рожмберкского дома своему старшему сыну Йиндржиху IV.
Прибывший в Чехию в 1453 году король Ладислав Постум подтвердил подлинность большинства сфальсифицированных грамот Ольдржиха из Рожмберка. Однако главной проблемой Ольдржиха в конце жизни стали долговые расписки и закладные грамоты, выданные им в своё время королю Зикмунду. После смерти Зикмунда эти документы достались королю Германии Фридриху, у которого их выкупил заклятый враг Ольдржиха Йиржи из Подебрад. Это существенно ограничило политические возможности Ольдржиха.
После смерти его старшего сына Йиндржиха IV в 1457 году во главе Рожмберкского дома встал другой сын Ольдржиха Ян II. В том же году неожиданно умер король Ладислав. Йиржи из Подебрад, решивший сам занять трон и нуждавшийся для этого в поддержке Рожмберков, вступил в переговоры с Яном II. В обмен на возврат долговых расписок Ольдржиха Ян II согласился поддержать (или, по крайней мере, не противодействовать) избрание Йиржи королём Чехии. Ольдржих не простил этого сыну до конца жизни. В конце 1457 года Ольдржих переехал Дивчи-Камен, где жил до лета 1461 года.
Ольдржих II из Рожмберка умер 28 апреля 1462 года и был похоронен в фамильной усыпальнице Вишебродского монастыря.

## Семья
Ольдржих примерно с 1418 года был женат на Катержине из Вартемберка (ум. 1436), племяннице Ченека из Вартемберка, от которой имел шестерых детей: Йиндржиха IV, Йошта II, Яна II, Анежку (ум. 1488), Лидмилу (ум. 1490) и Перхту (по прозванию «Бела пани») (ум. 1476).

## В культуре
- Персонаж исторического романа "Против всех" чешского писателя Алоиса Ирасека (написан в 1892-1893 г.).
- Война за веру: Против всех / Proti všem (1958; Чехословакия) режиссёр Отакар Вавра, в роли Ольдржиха Вацлав Шпидла.